# 頑童MJ116
頑童MJ116，簡稱「頑童」，臺灣饒舌團體，由「瘦子」（E.SO）、「小春」（Kenzy）以及「大淵」（Muta）三人所組成。成立於2004年7月，「MJ」的意思是木柵，「116」代表木柵所屬的臺北市文山區郵遞區號。2015年頑童三人與搖滾歌手張震嶽、饒舌歌手熱狗（MC HotDog）組成音樂組合兄弟本色，以一曲俗稱「這樣太危險」的主打歌《Fly Out》爆紅，2017兄弟本色解散。2018年頑童以「幹大事」專輯，獲得第29屆金曲獎最佳演唱組合獎。2019年1月，在高雄的演唱會中，頑童宣布「單飛不解散」。

## 簡介
「瘦子」與「大淵」國中時就是彼此認識的同學，但是當初只有共同喜歡的音樂類型，並無搭檔組團的想法。但在出身於廟會文化同樣喜歡嘻哈音樂的「小春」在高中與「瘦子」認識之後，「小春」主動向「瘦子」提出組團的想法，並於2004年7月成立了頑童MJ116。在一年之後的因緣際會下，「瘦子」認為「大淵」獨特的嗓音加入饒舌音樂會有不同的感受，於此，「大淵」才加入頑童。最能代表也是他們最常掛在嘴邊的一句話，便是「這是頑童你知道的！」。
頑童三人都不喜歡讀書，坦承大部分會的英文單字，都是聽黑人嘻哈音樂學來的，瘦子更認為在制度下所學到的知識是被逼迫來的，倘若這件事是與自己的興趣有所關連，那就會成為自發性的，不需要別人告訴自己需要怎麼做，而且能夠自己找到方法。
2008年，頑童與他們從小到大的朋友創辦嘻哈潮流衣服品牌MJ FRESH GANG，是他們的代表品牌。
2011年，頑童與另一個饒舌團體「楊素貞」（Young Souljaz）跟于耀智（YZ）在聖誕節前後發生爭執事件，YZ寫了一首饒舌歌「Hater」Diss「頑童」與「楊素貞」 ，不久後頑童和楊素貞合作寫了《三十公分》（《30CM》）大力反擊。此事件大至AP滿人以及周湯豪也受波及。
2015年，創作過無數經典歌曲的創作歌手「張震嶽」，與華語饒舌指標性歌手「熱狗（MC HotDog）」，與「頑童MJ116」，在北京召開新聞發布會宣布「兄弟本色日落黑趴世界巡迴演唱會」正式起航，5人隨即成立「期間限定」團體兄弟本色G.U.T.S.。
2016年，小春自家的廟宇「松山汝南堂」展開繞境，本年汝南堂主任委員由大淵擔任，副主任委員是臺式饒舌團體玖壹壹的洪春風，舉辦了一場盛大的廟會。瘦子心儀基督信仰，但瘦子依然來幫忙抬神轎與廟會庶務，小春說，在表演前，他與大淵會隨著瘦子的信仰一起向耶穌禱告，瘦子也為了小春參與壓轎進香，他們認為這是真正的兄弟本色與宗教寬容。同年6月25日，在第27屆金曲獎(流行音樂類)頒獎典禮中，頑童MJ116與阿妹張惠妹同臺演出MUSIC is POSSIBLE。
2017年，兄弟本色將在4月29日、30日於臺北小巨蛋舉辦「日落黑趴最終場演唱會」，即為這次「日落黑趴」巡演最終站，唱片公司說道「兄弟本色」已解散，未來仍會繼續合作音樂，只是一起合開大型演唱會將會是最後機會。11月，頑童發行他們第三張專輯「幹大事」，首波主打《幹大事》在YOUTUBE點閱數突破2700萬次，而另一首主打歌《辣台妹》點播率也突破2300萬次。

## 成員
| 成員                | 出生                              | 備註 |
| 周文傑 小春 (Kenzy) | 臺灣台北市木柵區 · 1986年12月19日 | - a.k.a 第一名皮條客（No. 1 Hustler）。 - 與瘦子E.SO為起始成員。 - 於2013年5月20日，和在中國大陸同為饒舌歌手的呆寶靜結婚，育有一子。 - 於2019年10月3日，雙方已宣布離婚。 |
| 陳昱榕 瘦子 (E.SO)  | 臺灣台北市木柵區 · 1987年9月30日  | - a.k.a 冒險王、你的壞鄰居木柵潘若迪。 - 為頑童MJ116核心人物。 - 頑童代表作之一的《Just Believe》即為瘦子作詞作曲。 - 與謝和弦、恩熙俊在高中認識。                       |
| 林睦淵 大淵 (Muta)  | 臺灣台北市木柵區 · 1988年5月28日  | - a.k.a 亞倫狄龍。 - 最晚加入頑童MJ116的成員。 - 圓潤身材及菸嗓為特色。                                                                                                  |

## 音樂作品

### 頑童MJ116

#### 正規專輯
| #   | 專輯資料                                                                             | 曲目 |
| 1st | 《HOW WE ROLL》 - 發行日期：2008年7月4日 - 唱片公司：滾石唱片 - 經紀公司：本色       | 曲目 1. Intro 2. How we roll 3. Homie call me out 4. 揪在家裡面 5. How we fly 6. Respect 7. Back to the street 8. Young star 9. Shake 10. Where I come through 11. Party MC |
| 2nd | 《FRESH GAME》 - 發行日期：2014年8月1日 - 唱片公司：滾石唱片 - 經紀公司：本色        | 曲目 1. Intro 2. MJ Fresh Gang（ft.MC Hot Dog、Yella Boyz） 3. Running（ft.J.Sheon） 4. Jungle 5. Skit（by E.So） 6. 雙手插口袋（ft.張震嶽） 7. Man In The Mirror（ft.魏如萱） 8. 敞篷車 9. Skit（by Kenzy） 10. 偷客兄 11. 生煎包 12. 超級酷 13. 壞鄰居 14. Super Duper 15. Rap Star 16. Skit（by Muta） 17. Just Believe 18. Sing Forever（ft.陳嘉唯） |
| 3rd | 《幹大事BIG THING》 - 發行日期：2017年11月16日 - 唱片公司：滾石唱片 - 經紀公司：本色 | 曲目 1. 飆高速 2. I want it all 3. 2030 4. Costly love（ft.BlackDoe） 5. 浪漫一下 6. Spotlight 7. 脫罪（by E.So） 8. 幹大事 9. Last man standing 10. 辣台妹 11. South side（原單曲名為二手車，2015年發行） 12. 金上癮（ft.Baker Shop Boogie） |
| 4th | 《董》 - 發行日期：2019年2月27日 - 唱片公司：滾石唱片 - 經紀公司：本色               | 曲目 1. 少年董 2. 走跳 3. 地痞 4. 歹性底 5. 質感老鄉 6. R&B Girl（ft.J.Sheon） 7. 騙吃騙吃 8. Good Vibe |
| 5th | 《OGS》 - 發行日期：2025年6月26日 - 唱片公司：滾石唱片 - 經紀公司：本色              | 曲目 1. 無袂煞⁠ 2. 兄弟們要進城 3. OGS 4. 笨小孩 5. Rain City 6. NONO 7. 里長Bro 8. Champagne Shower 9. It’s About Time 10. PALI PALI 11. 有點神經 12. Here We Are |

#### EP
| #   | EP資料                                                                        | 曲目                                                          |
| 1st | 《MJ.STAND UP》 - 發行日期：2006年7月18日 - 唱片公司：滾石唱片 - 經紀公司：無 | 曲目 1. Intro 2. 勵志班 3. 輸贏 4. GAME 5. Fuck0.6 6. Tonight |

| #   | 單曲資料                                                                        | 曲目                                                       |
| 1st | 《二手車》 - 發行日期：2015年2月16日 - 唱片公司：滾石唱片 - 經紀公司：本色      | 曲目 1. 二手車 後收錄於2017年專輯《幹大事》                |
| 2nd | 《Better Dayz》 - 發行日期：2019年6月17日 - 唱片公司：滾石唱片 - 經紀公司：本色 | 曲目 1. Better Dayz (feat.張惠妹)《完美世界M》遊戲主題曲》 |
| 3rd | 《兵法》 - 發行日期：2019年12月25日 - 唱片公司：滾石唱片 - 經紀公司：本色       | 曲目 1. 兵法                                               |
| 4th | 《Sweet Baby》 - 發行日期：2021年4月30日 - 唱片公司：滾石唱片 - 經紀公司：本色  | 曲目 1. Sweet Baby                                         |
| 5th | 《速命道》 - 發行日期：2023年3月1日 - 唱片公司：滾石唱片 - 經紀公司：本色       | 曲目 1. 速命道                                             |

| #   | EP資料                                                                           | 曲目 |
| 1st | 《FLY OUT》 - 發行日期：2016年1月20日 - 唱片公司：滾石唱片 - 經紀公司：本色      | 曲目 1. FLY OUT 2. 迷途羔羊（by 張震嶽、E.So、Muta） 3. 超大行李（by 張震嶽、E.So） 4. 凡人（by MC Hotdog、Kenzy、Muta、呆寶靜） 5. COMING HOME（by MC Hotdog、E.So、Kenzy） 6. 當我們混在一起 |
| 2nd | 《搞砸 SKRU UP》 - 發行日期：2017年4月21日 - 唱片公司：滾石唱片 - 經紀公司：本色 | 曲目 1. 搖落 YoLue 2. 鐵皮屋 Time of your life 3. 摩托車 Motorbike 4. 把最甜的都給妳 Call me 5. 又過一天 Another day 6. 搞砸 Skru up                                                           |

| #   | 單曲資料                                                                                      | 曲目                                                               |
| 1st | 《秘密基地》 - 發行日期：2016年3月20日 - 唱片公司：滾石唱片 - 經紀公司：本色                  | 曲目 1. 秘密基地（feat. 吳念真） 全家&中華民國快樂學習協會合作單曲 |
| 2nd | 《WE WILL RULE 背水一戰》 - 發行日期：2016年5月25日 - 唱片公司：滾石唱片 - 經紀公司：本色音樂 | 曲目 1. We Will Rule 背水一戰 電影《魔獸：崛起》中文推廣曲         |
| 3rd | 《GOT YOUR BACK》 - 發行日期：2017年7月26日 - 唱片公司：滾石唱片 - 經紀公司：本色             | 曲目 1. Got Your Back 《天下3D》遊戲主題曲                         |

## 演唱會

### 歷年演唱會
頑童MJ116時期
| 日期           | 國家     | 城市   | 場館               |
| -------------- | -------- | ------ | ------------------ |
| 2017年12月9日  | 中国大陆 | 上海   | 上海加空間         |
| 2017年12月23日 | 臺灣     | 台中   | 台中圓滿劇場       |
| 2018年1月13日  | 中国大陆 | 廣州   | 中央車站           |
| 2018年1月20日  | 中国大陆 | 成都   | 正火藝術中心       |
| 2018年3月25日  | 中国大陆 | 武漢   | MUSE光谷店         |
| 2018年7月13日  | 中国大陆 | 廈門   | 上古文化園景區     |
| 2018年7月15日  | 中国大陆 | 昆明   | Modernsky Lab      |
| 2018年7月17日  | 中国大陆 | 南京   | 歐拉藝術空間       |
| 2018年7月19日  | 中国大陆 | 杭州   | MAO Live House     |
| 2018年8月10日  | 臺灣     | 台北   | 台北小巨蛋         |
| 2018年8月11日  | 臺灣     | 台北   | 台北小巨蛋         |
| 2018年8月12日  | 臺灣     | 台北   | 台北小巨蛋         |
| 2018年11月6日  | 中国大陆 | 重慶   | 寅派動力           |
| 2018年11月8日  | 中国大陆 | 無錫   | 寅派動力           |
| 2018年11月10日 | 香港     | 香港   | This Town Needs    |
| 2018年11月13日 | 中国大陆 | 長沙   | 46 livehouse       |
| 2018年11月14日 | 中国大陆 | 福州   | Maker Live         |
| 2018年11月15日 | 中国大陆 | 福州   | Maker Live         |
| 2019年1月26日  | 臺灣     | 高雄   | 高雄巨蛋           |
| 2019年1月27日  | 臺灣     | 高雄   | 高雄巨蛋           |
| 2019年2月27日  | 美国     | 洛杉磯 | Fonda Theatre      |
| 2019年2月28日  | 美国     | 舊金山 | August Hall        |
| 2019年3月2日   | 美国     | 西雅圖 | Neumos             |
| 2019年3月3日   | 加拿大   | 溫哥華 | Imperial           |
| 2019年3月5日   | 加拿大   | 多倫多 | Mod Club           |
| 2019年3月6日   | 美国     | 波士頓 | Paradise Rock Club |
| 2019年3月7日   | 美国     | 紐約   | Bowery Ballroom    |
| 2019年3月8日   | 美国     | 紐約   | Mission nightclub  |

| 日期                 | 國家 | 城市 | 場館           |
| -------------------- | ---- | ---- | -------------- |
| 2025年7月18日 加場   | 臺灣 | 台北 | 台北小巨蛋     |
| 2025年7月19日        | 臺灣 | 台北 | 台北小巨蛋     |
| 2025年7月20日        | 臺灣 | 台北 | 台北小巨蛋     |
| 2025年7月22日 再加場 | 臺灣 | 台北 | 台北小巨蛋     |
| 2025年7月25日 加場   | 臺灣 | 台北 | 台北小巨蛋     |
| 2025年7月26日        | 臺灣 | 台北 | 台北小巨蛋     |
| 2025年7月27日        | 臺灣 | 台北 | 台北小巨蛋     |
| 2026年1月31日        | 臺灣 | 臺中 | 臺中洲際棒球場 |

兄弟本色G.U.T.S.時期 
兄弟本色 日落黑趴巡迴演唱會
2015年
- 8月8日、9日：廣州中央車站
- 9月11日：美國洛杉磯 Pacific Palms
- 9月13日：美國紐約 Colden Auditorium
- 11月6日：英國利物浦	Mountford Hall Liverpool
- 12月19日：臺北小巨蛋
- 12月24日：上海梅賽德斯奔馳文化中心
- 12月31日：武漢湖北洪山體育館

2016年
- 1月16日：深圳體育館
- 1月23日：昆明新亞洲體育城星耀體育館
- 1月30日：高雄巨蛋
- 4月9日：南京五台山中國銀聯體育館
- 4月16日：北京首都體育館
- 5月6日：香港STAR HALL
- 5月21日：杭州黃龍體育館

2017年
- 4月29日、30日：臺北小巨蛋

## 獎項紀錄
| 年份 | 屆次                     | 專輯                 | 獎項                | 入圍                 | 結果 |
| ---- | ------------------------ | -------------------- | ------------------- | -------------------- | ---- |
| 2015 | 第26屆金曲獎             | 《Fresh Game》       | 最佳演唱組合獎      | 《Fresh Game》       | 提名 |
| 2018 | 第18屆華語音樂傳媒盛典   | 《幹大事 BIG THING》 | 年度嘻哈/說唱藝人獎 | 《幹大事 BIG THING》 | 獲獎 |
| 2018 | Hito流行音樂獎           | 《幹大事 BIG THING》 | Hito最佳團體        | 《幹大事 BIG THING》 | 獲獎 |
| 2018 | 第21屆中華音樂人交流協會 | 《幹大事 BIG THING》 | 年度十大專輯        | 《幹大事 BIG THING》 | 獲獎 |
| 2018 | 第29屆金曲獎             | 《幹大事 BIG THING》 | 最佳演唱組合獎      | 《幹大事 BIG THING》 | 獲獎 |
| 2019 | 第30屆金曲獎             | 《走跳》             | 最佳演唱組合獎      | 《走跳》             | 提名 |

## 外部連結
- 頑童MJ116的Facebook專頁
- 頑童MJ116的Instagram帳戶